# Wülzburg
Die Wülzburg ist eine historische Festung, die zwischen 1588 und etwa 1610 erbaut wurde. Sie befindet sich oberhalb der Großen Kreisstadt Weißenburg in Bayern (Landkreis Weißenburg-Gunzenhausen) auf dem Wülzburger Berg, einer Erhebung des als Weißenburger Alb bezeichneten Teils der Südlichen Frankenalb.
Die Festung war ursprünglich ein Benediktinerkloster, das 1588 durch die Markgrafen von Ansbach in eine Festung umgewandelt wurde. Heute bildet sie mit den südlich davon stehenden Wohnhäusern den Stadtteil Wülzburg von Weißenburg. Die Wülzburg ist in Deutschland nach der Zitadelle Jülich (1549 ff.), der Festung Dömitz (1559 bis 1565) und der Zitadelle Spandau (1560 ff.) eine der vier Renaissance-Festungen, die in einmaliger Folge den zeittypischen Wehrbau der Renaissance verdeutlichen.
Die Gemarkung Wülzburg hat eine Fläche von 0,286 km² und ist in 61 Flurstücke aufgeteilt, die eine durchschnittliche Flurstücksfläche von 4692,26 m² haben.

## Geographische Lage
Die Wülzburg befindet sich im Naturpark Altmühltal etwa 2,5 km ostsüdöstlich vom Stadtkern der Weißenburger Kernstadt. Sie steht auf dem zur Weißenburger Alb gehörenden Wülzburger Berg, der mit 620 m ü. NHN nach dem ostnordöstlich benachbarten Laubbichel (635,7 m) die höchste Bergkuppe der südlichen Frankenalb ist. Die Plattform ihrer Nordost-Bastion (Roßmühle genannt) liegt auf 643,8 m Höhe.
Nordöstlich des an seinen Flanken teils bewaldeten Wülzburger Bergs liegt unterhalb der Wülzburg das Dorf Kehl, südlich Schleifer am Berg, westlich Glaserhaus, Häuser am Wülzburger Berg und Birkhof und nordöstlich der Ort Kehl; sie alle gehören zu Weißenburg. Die Wülzburg liegt im Fauna-Flora-Habitat-Gebiet Fledermauswinterquartiere in der Südlichen Frankenalb (FFH-Nr. 6932-371; 7 ha).
Siehe auch: Abschnitt Verkehr und Wandern des Artikels Wülzburger Berg

## Geschichte

### Gründungssagen
Bei Alfred Kriegelstein findet sich folgende Sage zur Gründung des Klosters auf der Wülzburg:

„Das römische Weltreich war längst zusammengebrochen, die römischen Bauten, die Häuser, die Kastelle waren verfallen oder ganz verschwunden. Die Franken bewohnten das Land, über das nun ihre Fürsten herrschten. Einer der mächtigsten war König Pippin der Kurze. Der kam einst auf der Jagd in die bewaldeten Höhen am Römerkastell bei Weißenburg. Das Jagdfieber hatte ihn gepackt. Er war hinter einem flüchtigen Wild her, trennte sich von seinem Gefolge und fand nicht wieder zurück. Pippin irrte in der Wildnis herum. Die Nacht brach herein. Er suchte einen Lagerplatz und ließ sich schließlich am Fuße einer alten Eiche nieder. Aber er fand keinen Schlaf. Er dachte an die Zeiten zurück, in denen hier in diesen Wäldern Germanen und Römer gekämpft hatten und erblickte plötzlich eine weiße Gestalt: ein junges, hübsches germanisches Mädchen. Wie ein Nebelbild schwebte es dahin. Der König folgte ihm wie ein Traumwandler. Und die Gestalt führte ihn auf eine Höhe. Von hier aus konnte er das ganze umliegende Land im Schein des Vollmondes überblicken. Da traf er auf sein Gefolge, zu dem ihm die weiße Gestalt den Weg gewiesen hatte. Aus Freude und Dankbarkeit für diese Rettung befahl er, auf dieser Höhe eine Kirche zu errichten. Der Kirche folgte ein Kloster und aus dem Kloster wurde später eine Festung, die heute noch zu sehen ist: die Wülzburg bei Weißenburg.“

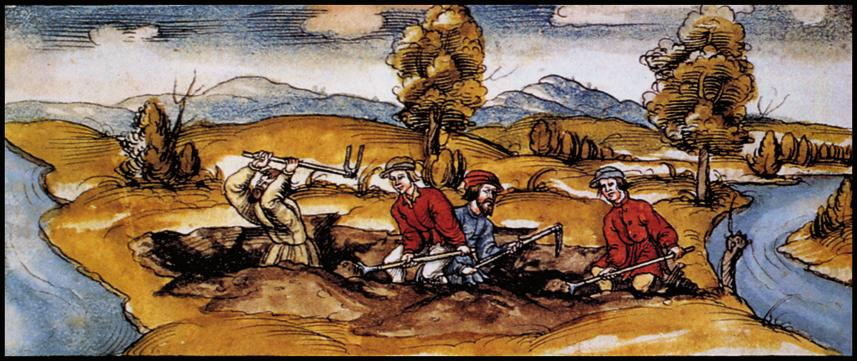
Bau des Karlsgrabens, künstlerische Darstellung in der Würzburger Bischofschronik des Lorenz Fries.

Das ursprüngliche Kloster Wülzburg wurde mehrmals von Karl dem Großen besucht, zumindest behauptet das die Sage um den Karlsgraben.

### Kloster

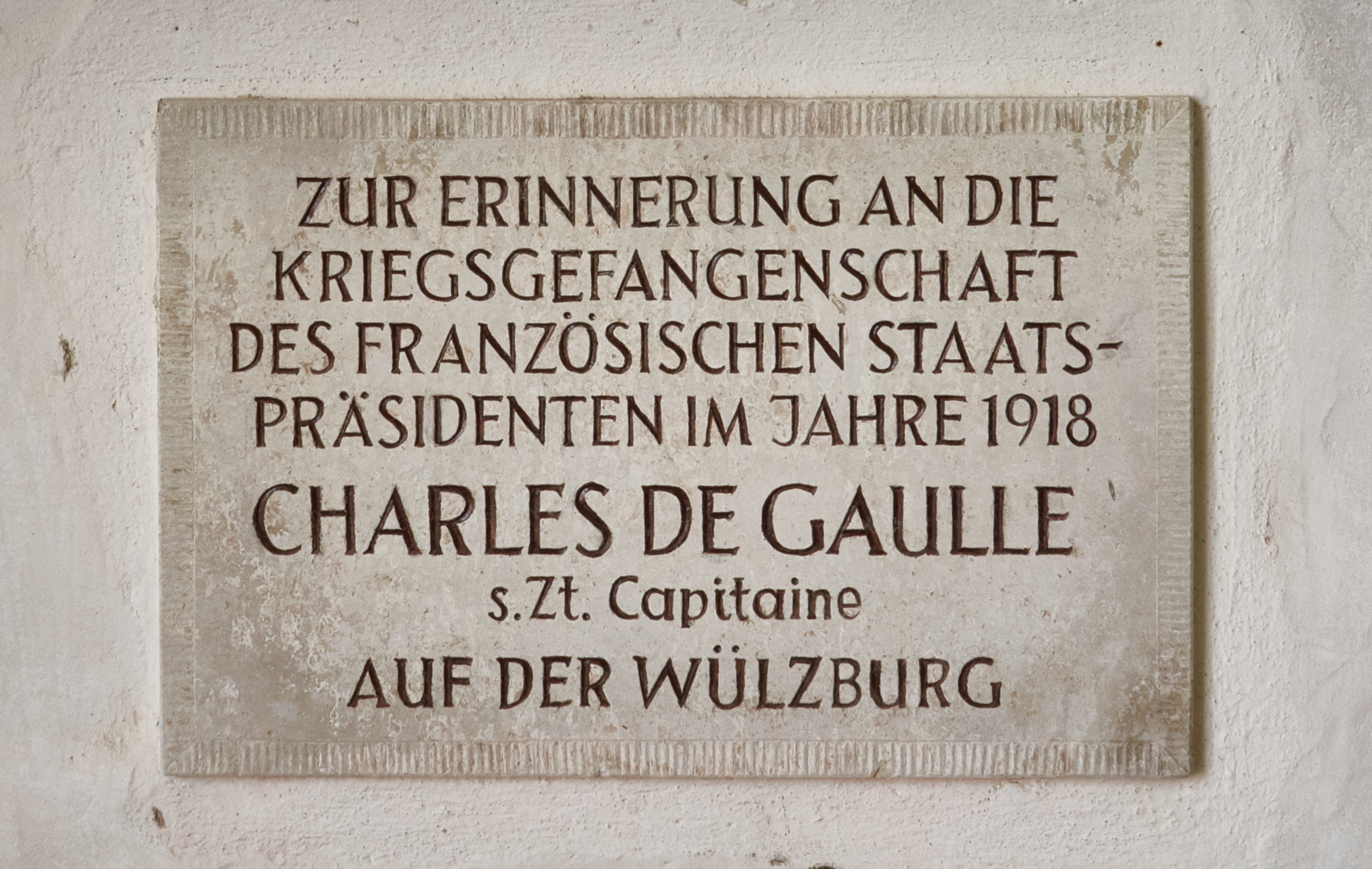
Gedenktafel für Charles de Gaulle

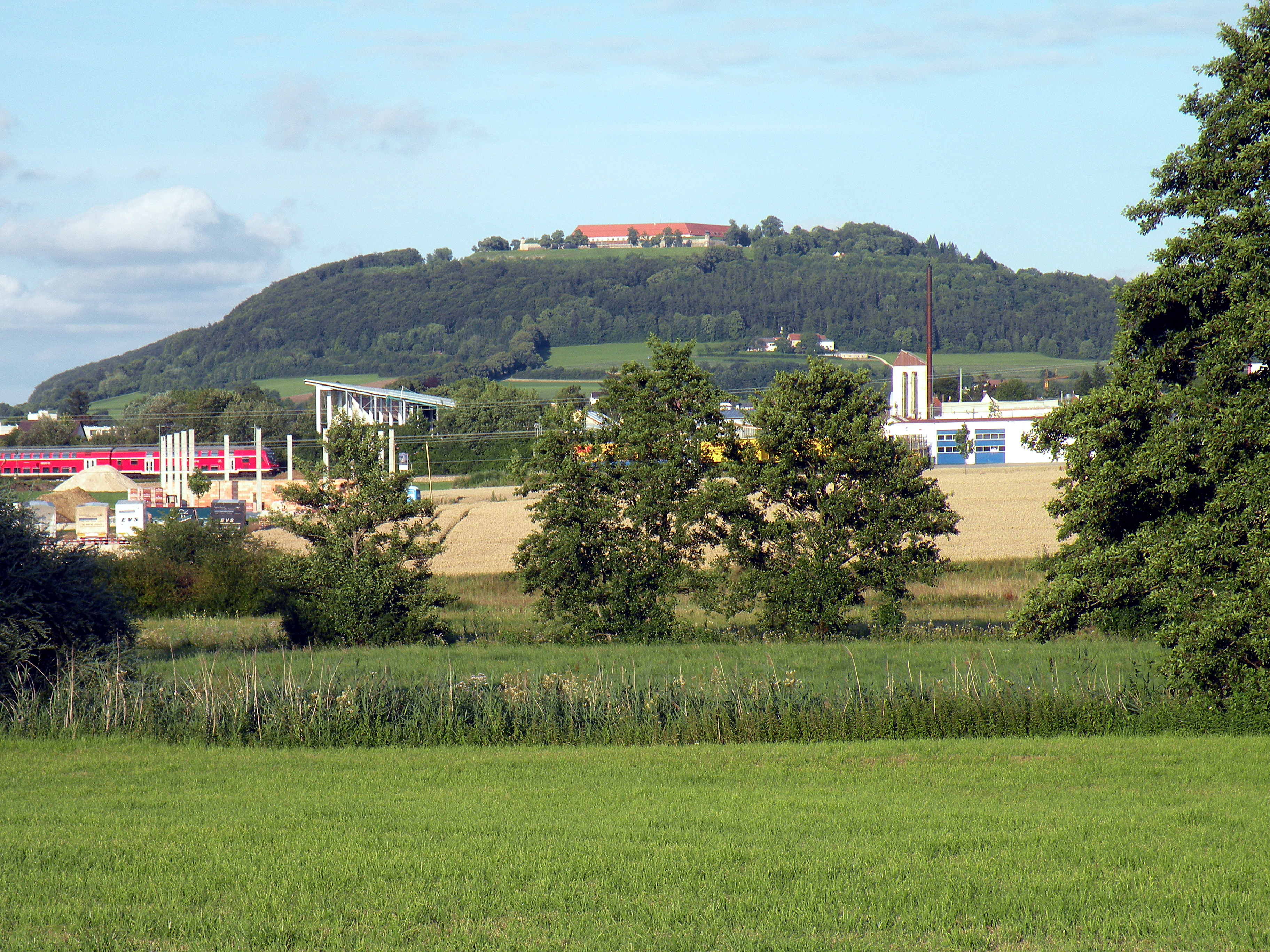
Blick von Weißenburg zur Wülzburg

Über die Kirche und das Kloster vor dem 11. Jahrhundert ist nichts Näheres bekannt. Als Benediktinerkloster mit dem Patrozinium Peter und Paul soll es in der ersten Hälfte des 11. Jahrhunderts als salische Stiftung gegründet worden sein und gehörte zur Diözese Eichstätt. In der Vita des Heiligen Otto, Bischof von Bamberg, ist das Kloster Wülzburg genannt: „Um 1060/62 wurde Otto aus schwäbischem Adel geboren und erhielt seine Erziehung wohl im Benediktinerkloster auf der Wülzburg im mittelfränkischen Weißenburg.“
Der Eichstätter Bischof Konrad I. von Morsbach (1153–1171) war vorher Abt des Klosters Wülzburg.
1188 wird ein advocatium (dt.: Vogtei) in Wilzenburch in einem Vertrag zwischen Kaiser Friedrich I. Barbarossa und König Alfons VIII. von Kastilien, in dem die Ehe von Friedrichs Sohn Konrad mit Alfons Tochter Berengaria vereinbart wurde, erwähnt. Diese Vogtei, die in Wülzburg vermutet wird, gehörte mit weiteren 29 staufischen Gütern zur Morgengabe der Braut. Allerdings wurde diese Ehe niemals in die Praxis umgesetzt.
1254 erlaubte der Papst Innozenz IV. dem Abt von Wülzburg die Absolution von Mönchen, die gegen die Gelübde der Armut und des Gehorsams verstoßen hatten und wegen Anschlägen auf die beiden Vorgängeräbte exkommuniziert worden waren. 1395 ereigneten sich zwei Morde im Kloster, die das Umland erschütterten. Gegen Ende des 14. Jahrhunderts gelangte das Kloster in die Hände der Burggrafen von Nürnberg (seit 1415 Markgrafen von Brandenburg). Das hatte im 15. und 16. Jahrhundert verheerende Folgen, als es immer wieder in kriegerische Auseinandersetzungen hineingezogen wurde.
Im zweiten großen Städtekrieg raubten 1451 Weißenburger Bürger das Kloster Wülzburg aus und steckten es in Brand. Anfang des 16. Jahrhunderts wurde das Kloster aufgelöst, es diente von nun an als Bauernhof. Von 1523 bis 1536 gab es noch ein Kollegiatstift, das acht Kanoniker und vier Vikare zählte. Die Aufhebung erfolgte 1537. 1588 wurden die Klostergebäude eingeebnet.

### Äbte des Klosters
| - um 1090 Heinrich - vor 1146 Johannes - 1146–1152 Eberhard - 1152–1153 Konrad von Morsbach - 1153–1160 Berthold - 1160–1163 Effridus - 1163–1180 Isembertus - 1180–1187 Konrad - 1187–1194 Heinrich - 1194–1209 Rigenhardus - 1209–1219 Konrad - 1219–1238 Peregrinus - 1238–1247 Burkhard - 1247–1256 Otto von Schwabsberg - 1256–1269 Ulrich von Muhr - 1274–1301 Berthold von Münster - 1302–1318 Werner - 1323–1333 Konrad Lenzenauer | - 1335–1348 Ulrich von Hausen - 1349–1357 Heinrich der Feiste - 1357–1378 Konrad von Morsbach - ????–1381 Ulrich - 1381–1391 Wilhelm (der) Putz - 1391–1395 Heinrich der Sachs - 1395–1419 Ulrich (Widenmann) - 1419–1449 Wilhelm (seine Grabplatte findet sich heute noch in der Schlosskapelle) - 1449–1475 Johannes Castner - 1475–1495 Wilhelm Warnhofer - 1495–1510 Michel Helmbauer - 1510–1524 Veit von Gebsattel 1523 Umwandlung des Klosters in ein Kollegiatstift - 1524–1528 Gumbrecht von Brandenburg - 1529–1531 Christoph Beck - 1531–1536 Friedrich von Brandenburg 1536 Säkularisation |

### Festung

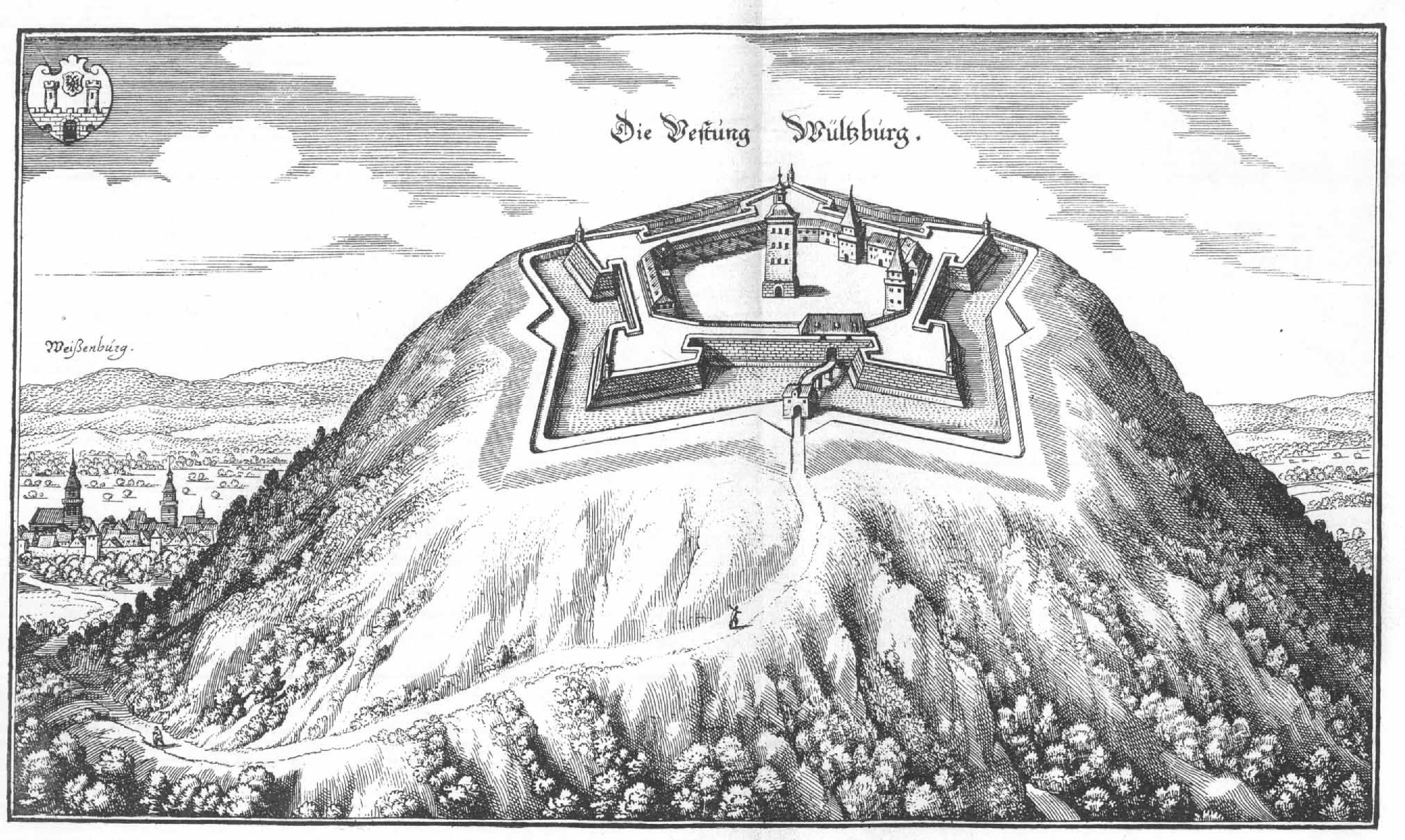
Ansicht um 1648, von Matthäus Merian

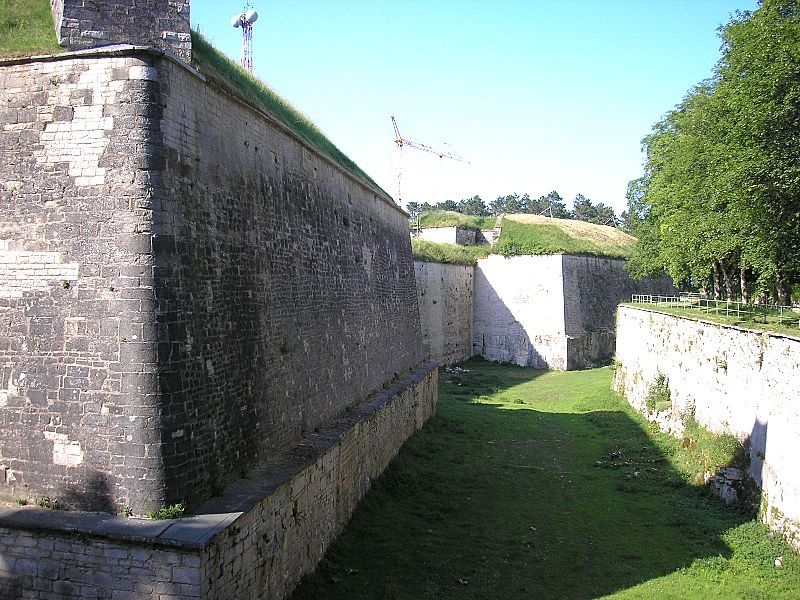
Graben und Wallbefestigung

Karte der Festung Wülzburg 1750

An Stelle der Benediktinerabtei St. Petrus und Paulus zu Wülzburg wurde im Jahre 1588 die Festung Wülzburg begonnen. Bauherr war Markgraf Georg Friedrich d. Ä. von Brandenburg-Ansbach und -Kulmbach (1539–1603). Den Bau leitete zunächst der Hofbaumeister Blasius Berwart, darauf fertigte 1590 der kurbrandenburgische Baumeister Rochus Graf zu Lynar neue Pläne, deren Verwirklichung bis um 1605 in den Händen der Baumeister Caspar Schwabe, Blasius Berwart d. J., Albrecht von Haberland, Thomas Martinatus und Gideon Bacher lag. Die Fertigstellung erfolgte etwa 1610.
Im Dreißigjährigen Krieg wurde die Festung 1631 kampflos an die kaiserlichen Truppen unter Tilly übergeben und gelangte erst 1649 an Brandenburg-Ansbach zurück. Trotz langer schwedischer Blockaden blieb die Festung unerobert. 1639 zerstörte ein Brand Teile der Anlage. Vom 17. bis 19. Jahrhundert diente die Festung auch als Staatsgefängnis (Siehe dazu auch den Bericht über die Große Fränkische Diebes- und Räuberbande). 1791 fiel das Markgrafentum Ansbach und mit ihm die Wülzburg an Preußen; 1806 kam die Wülzburg an das Königreich Bayern. Das Bayerische Kriegsministerium ließ nun umfangreiche Renovierungen durchführen, damit die Festung für die Armee wieder nutzbar war. 1867 wurde nach dem Aufenthalt des Infanterie-Regiments die Festungseigenschaft der Wülzburg aufgehoben und das Bauwerk 1882 mit Ausnahme des südlichen Schlossflügels an die Stadt Weißenburg verkauft, in deren Besitz die Festung bis heute ist.

### 20. Jahrhundert

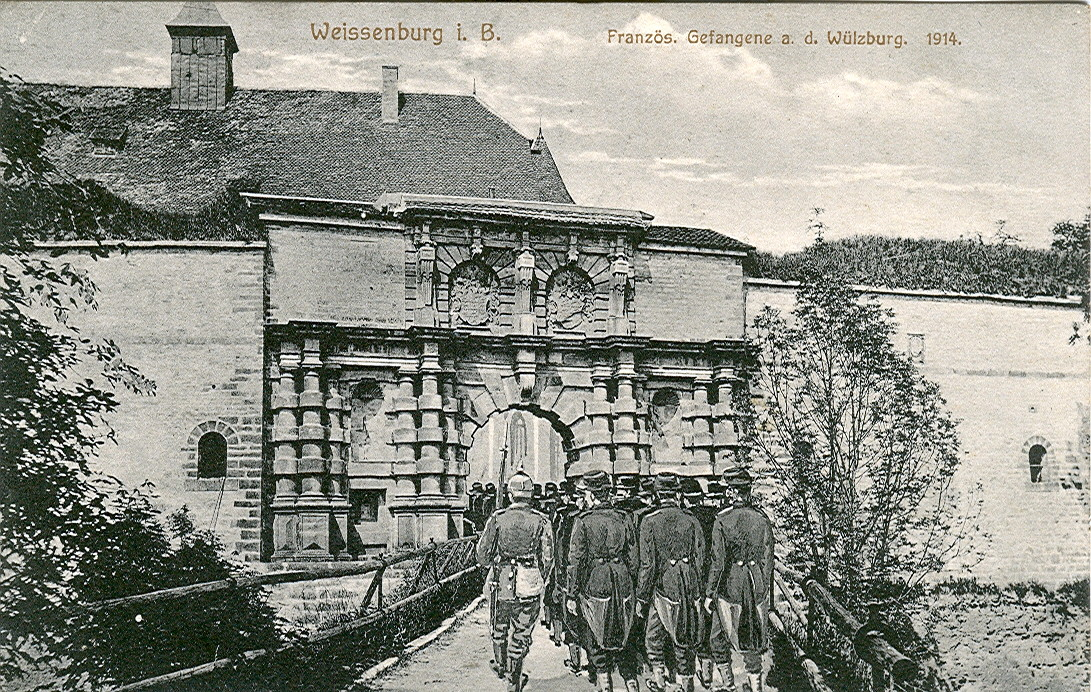
Postkarte: Französische Kriegsgefangene auf der Wülzburg 1914

Im Ersten Weltkrieg wurde die Wülzburg als Kriegsgefangenenlager genutzt. Im Jahr 1918 war hier der spätere französische Präsident Charles de Gaulle bis zum Kriegsende im November 1918 (allerdings unterbrochen durch einen Fluchtversuch) inhaftiert. Eine Erinnerungstafel an ihn befindet sich im Inneren des Torgangs. Am 20. Juni 1929 wurde auf der Wülzburg das erste Schullandheim in Bayern eröffnet. Während des Zweiten Weltkrieges war die Wülzburg ein Internierungslager, deshalb befindet sich am Fallgarten der sogenannte Russische Friedhof, in dem neben den Gräbern von 40 sowjetischen Handelsmatrosen auch das Grab des Prager Komponisten Erwin Schulhoff zu finden ist.
Nach dem Zweiten Weltkrieg war die Wülzburg ein Flüchtlingslager, von 1952 bis 1968 im staatlichen Südflügel ein Kreisaltersheim. 1968 erhielt die Wülzburg als vorzüglich erhaltene Renaissancefestung den Rang eines National bedeutenden Baudenkmals. Seit 1969 wird die Festung saniert. Heute beheimatet der Schlossbau unter anderem eine Berufsschule zur sonderpädagogischen Förderung, Schwerpunkt: Lernen, die von der Rummelsberger Diakonie geleitet wird.

### 21. Jahrhundert
Bis ungefähr zum Jahr 2000 wurden Kosten für die Unterhaltungs- und Restaurierungsarbeiten an der fast vollständig im Besitz der Stadt Weißenburg befindlichen Festungsanlage vom Freistaat Bayern, vom Bezirk Mittelfranken und aus dem laufenden Haushalt der Stadt Weißenburg aufgebracht. Jährlich wurden mehrere Millionen Mark bzw. Euro in die Bestandssicherung investiert.
Nachdem der Freistaat und der Bezirk ihre Zuschüsse gekürzt bzw. eingestellt haben, sieht sich die Stadt Weißenburg nicht mehr in der Lage, die Bausubstanz in der bisherigen Form zu erhalten. Sie kann nur noch rund 350.000 Euro pro Jahr aufbringen. Beim Neujahrsempfang der Stadt 2006 zitierte der damalige Oberbürgermeister Reinhard Schwirzer die Meinung eines Ingenieurbüros, dass man zukünftig aufgrund des fehlenden Geldes daran denken müsse, gezielt Teile der Festung nicht mehr zu erhalten und einstürzen zu lassen. Das verursachte erhebliches Aufsehen und es gelang, eine umfangreiche Sanierungskampagne für mehrere Millionen Euro in den kommenden Jahren zu initiieren.

## Baubeschreibung

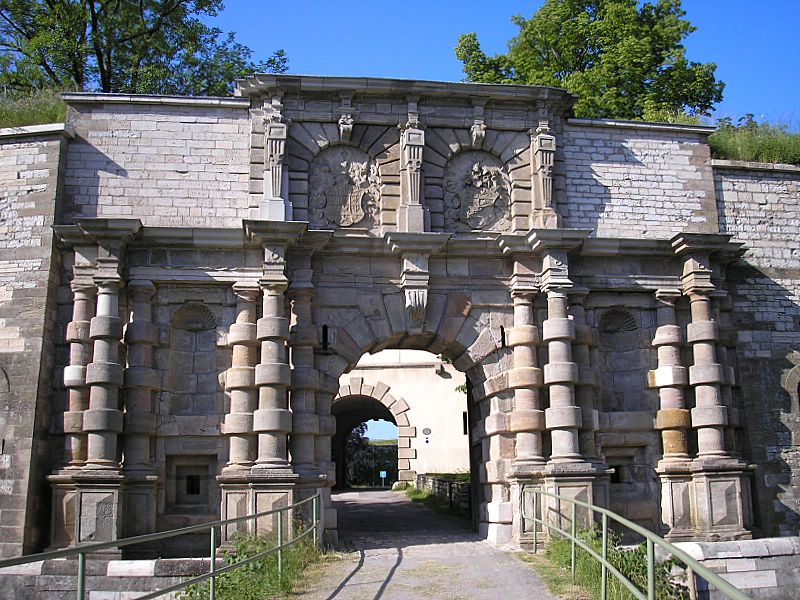
Das Prunktor

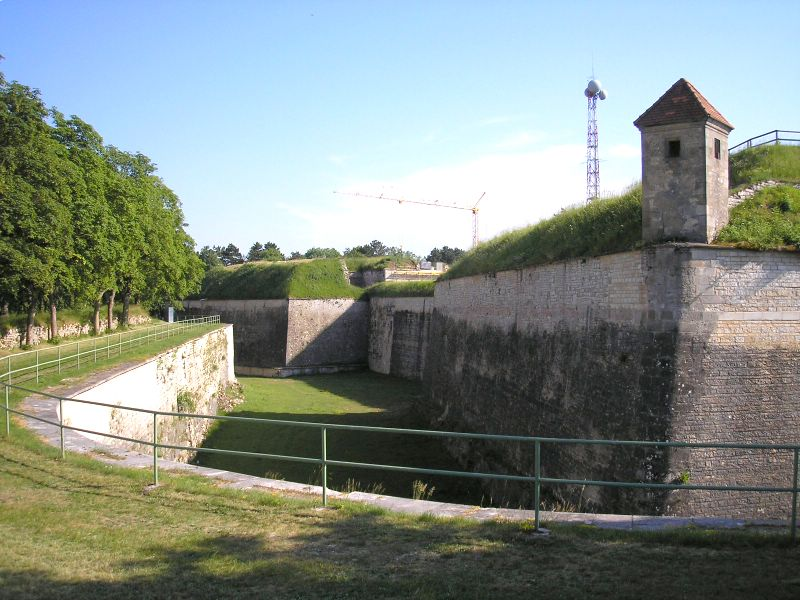
Gedeckter Weg, Graben und Festungswälle

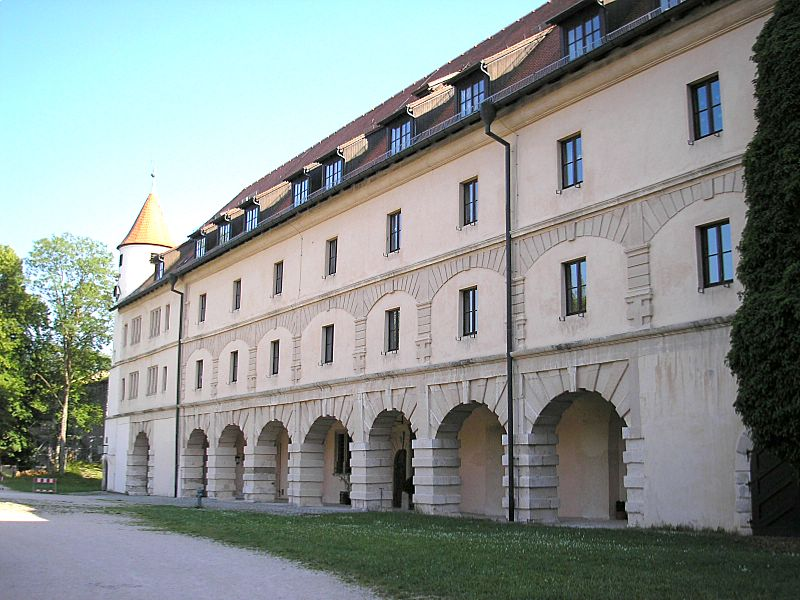
Der Torflügel des Schlossbaues

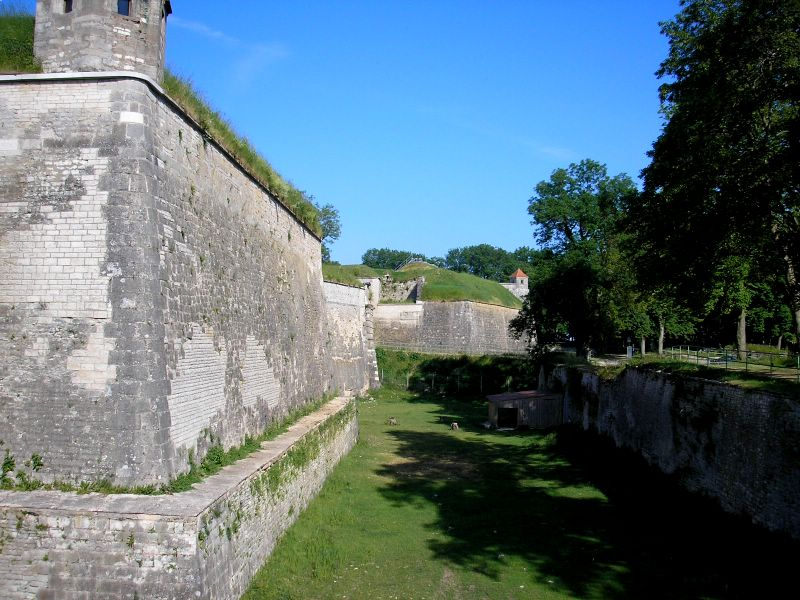
Die Eingangsseite mit dem Graben

### Architektur
Die 73.000 Quadratmeter große Festung ist eine nahezu regelmäßige fünfeckige Bastionäranlage im neuitalienischen Stil. Diese Form erlaubt eine Verteidigung der Festung ohne Tote Winkel. Die fünf Bastionen tragen vom Eingang im Süden gegen den Uhrzeigersinn die Namen: Jungfrau, Krebs, Roßmühle, Kaltes Eck und Hauptwache. Die gesamte Anlage ist aus dem anstehenden Kalkstein gemauert, der bis zu 10 Metern tiefe und 23 Metern breite Trockengraben ist teilweise aus dem Fels gemeißelt, teilweise durch das Aufschütten des Hanges entstanden. Ab dem 25. Juni 1588 wurde mit dem Bau des Grabens begonnen.
Von der im 17. bis 19. Jahrhundert reichen Innenhofbebauung ist nur noch das zweiflügelige Schloss im Süden und Westen erhalten, sowie ein Wirtschaftsbau des Jahres 1814 südlich der Hofmitte. Im Innenhof befindet sich ebenfalls eine Relaisstation der Deutschen Bundesbahn. Ein etwa 50 Meter hoher Funkmast an der Relaisstation wurde 2007 abgebaut. Bemerkenswert sind die großen Kasematten in den Bastionen, die teilweise über 6 Meter Höhe erreichen. Höhepunkt ist die Kuppelhalle der ehemaligen Roßmühle mit einem Durchmesser von mehr als 14 Metern.
Der Gedeckte Weg um die Festung mit seinen Waffenplätzen aus dem 18. Jahrhundert ist bei der Wülzburg sehr gut erhalten, ein Ausnahmefall unter den deutschen Festungen, bei denen diese äußersten Wehrbauten oft als erstes eingeebnet wurden. Auf der Wülzburg besteht der Gedeckte Weg aus einer teilweise übermannshohen Trockensteinmauer, die früher noch mit Palisaden verstärkt war. In den letzten Jahren hat die Stadt Weißenburg begonnen, diesen Gedeckten Weg zu sanieren und die Einstürze zu beheben. Zudem wurde ein Teil der Bäume auf dem Glacis gefällt, so dass die Bergfestung wieder von fern zu sehen ist – auch auf dem 1 Kilometer langen Rundgang ist der Bau so besser erleb- und nachvollziehbar.
Nach dem als Prunktor errichteten Portal mit dem darauf abgebildeten Wappen des Markgrafen Georg Friedrich II. und seiner Frau Sophie folgt eine repräsentative Reitrampe aus dem 16. Jahrhundert, welche um einen großen eckigen Pfeiler bis zum Dachboden hinaufführt.
Auf der Geschützplattform der Bastion Jungfrau befindet sich ein um 1900 errichteter Wasserhochbehälter für die Wasserversorgung der Festung und benachbarter Weiler. An drei der fünf Bastionen befinden sich quadratische Scharwachttürme, der die Sicht auf die Glacis ermöglicht. An der Bastion Hauptwache befindet sich die sechseckige Hauptwache mit Zwiebeldach.
Zum Eingangstor führt ein Straßendamm, der 1882 errichtet wurde; zuvor befand sich dort eine Holzbrücke.

### Brunnen und Zisterne
Als Wasserversorgung diente ursprünglich der Tiefe Brunnen im Westflügel. Mit 143,2 Metern (nach erfolgter Freilegung) ist er einer der tiefsten Festungsbrunnen Deutschlands. Er wurde um das Jahr 1600 angelegt und hat einen Durchmesser von 2,5 Metern. Zwischen 1823 und 1831 wurden vom Königreich Bayern sechs Regenwasserzisternen (nach Plänen des bayerischen Ingenieurhauptmanns Franz von Hörmann) errichtet; fünf davon in den Wallmauern, die größte Zisterne zentral im Innenhof. Diese, genannt Ludwigszisterne (nach König Ludwig I. von Bayern), war die größte ihrer Art im gesamten Königreich und ist bis heute ein Spitzenprodukt der Ingenieursbaukunst. Die Ludwigszisterne fasst 1,3 Millionen Liter, das von jeweils vier Pumpen- und Ziehbrunnen entnommen werden kann.

### Gedenkstätten
Auf der Festung Wülzburg finden sich mehrere Gedenkstätten. Am 15. Februar 1997 wurde das Mahnmal an die Vertreibung der Deutschen nach dem Zweiten Weltkrieg als zentrale Gedenkstätte im Landkreis Weißenburg-Gunzenhausen eingeweiht. In mehrere Platten sind die Namen zahlreicher schlesischer, preußischer und sudetendeutscher Orte eingraviert. An den Kriegsgefangenen und späteren Präsidenten Charles de Gaulle erinnert eine Gedenktafel. An die sonstigen Kriegsgefangenen des Ersten Weltkriegs mahnt ein Obelisk. An Erwin Schulhoff gedenkt eine am 2. Oktober 2004 eingeweihte Büste vor dem Hauptgebäude.

### Schlosskapelle und sonstige Gebäude
Die kleine evangelische Kirche St. Nikolaus im südlichen Schlossflügel wurde um 1605 errichtet. Die Ausstattung der Kirche stammt aus den Jahren 1738 und 1864. Mit knapp 20 Mitgliedern hat die Kirche die kleinste Kirchengemeinde Bayerns.
Durch die im Besitz der Stadt Weißenburg befindliche Festung werden Führungen angeboten. In einem in den Jahren 1652/1662 errichteten Gebäude ist eine Gaststätte untergebracht. Zwischen 1986 und 1979 wurde der Hauptbau zur Berufsfachschule für Altenpflege und -hilfe sowie Kinderpflege der Rummelsberger Diakonie umgebaut.
Von der Wülzburg wird das Programm von Radio 8 auf 88,5 MHz mit 50 W ERP abgestrahlt. Der 40 m hohe Sendemast/-turm steht auf 629 m Höhe.

## Pfarrdorf Wülzburg
Südlich der Festung, kurz vor ihrem Eingang, liegt das Pfarrdorf Wülzburg mit einigen Wohnhäusern und einem eigenen Friedhof, das ein amtlich benannter Gemeindeteil Weißenburgs ist.

## Häuser am Wülzburger Berg
Westlich unterhalb der Festung liegt der Weißenburger Gemeindeteil Häuser am Wülzburger Berg, welcher auch Siedlung Wülzburg genannt wird. Die Siedlung befindet sich auf Höhen zwischen 445 m und 500 m im Zwickel zwischen der Bundesstraße 13 und der Ostumgehung. Nahe der Siedlung befinden sich die Aumühle, der Birkhof, das Glaserhaus und die Sommerkeller. Südlich davon befinden sich die Weiher Erlweiher, der Alte Badeweiher und der Schafweiher. Von Weißenburg werden die Häuser am Wülzburger Hang nur von der Umgehungsstraße (gemeinsamer Abschnitt der Bundesstraßen 2 und 13) getrennt.